# زیردریایی یو-۹۷۳
زیردریایی یو-۹۷۳ (به انگلیسی: German submarine U-973) یک زیردریایی بود که طول آن ۶۷٫۱ متر (۲۲۰ فوت ۲ اینچ) بود. این زیردریایی در سال ۱۹۴۳ ساخته شد.